# Xã Kankakee, Quận Kankakee, Illinois
Xã Kankakee (tiếng Anh: Kankakee Township) là một xã thuộc quận Kankakee, tiểu bang Illinois, Hoa Kỳ. Năm 2010, dân số của xã này là 27.558 người.